# Jerónimo Martins
Jerónimo Martins SGPS, S.A. är ett portugisiskt företag som driver dagligvaruhandel i butikskedjorna Pingo Doce, Feira Nova och Recheio i Portugal samt Biedronka i Polen.
Företaget är även verksamt inom andra sektorer i samarbete med Unilever, Douglas AG, Ben & Jerry's, Subway och Olá.
Jerónimo Martins är börsnoterad i Euronext Lisbon, och ingår i börsindex PSI-20.